# Sotdöd
Sotdöd (eller dö i sotsäng) betyder ungefär död på grund av sjukdom. 
Ordet består av två delar:
- sot, som betyder sjukdom, som i exempelvis lungsot
- död, att sjukdomen leder till döden

Sotdöd kunde även betyda att någon dog av svaghet, oftast i samband med hög ålder. Enligt asatron kom de som dött sotdöden till Hel medan de som dog i strid kom till Valhall. Numera används ordet sotdöd som metafor om institutioner, företag och diverse företeelser som tynar bort.